# Jeff Krosnoff
Jeffrey „Jeff” John Krosnoff (ur. 24 września 1964 roku w Tulsa, zm. 14 lipca 1996 roku w Toronto) – amerykański kierowca wyścigowy.

## Kariera
Krosnoff rozpoczął karierę w międzynarodowych wyścigach samochodowych w 1988 roku od startów w SCCA Coors RaceTruck Challenge oraz w Japońskiej Formule 3000. W SCCA Coors RaceTruck Challenge odniósł pięć zwycięstw. Uzbierane 153 punkty pozwoliły mu zdobyć tytuł wicemistrza serii. W późniejszych latach Amerykanin pojawiał się także w stawce Japanese Touring Car Championship, All Japan Sports Prototype Car Endurance Championship, Sportscar World Championship, IMSA Camel GTP Championship, All-Japan GT Championship, F3000 International Speed Cup, Global GT Championship oraz Champ Car.

## Śmierć
Amerykanin zginął 14 czerwca 1996 roku podczas wyścigu Champ Car na torze Toronto Exhibition Place Street Circuit w Toronto. Na trzy okrążenia przed końcem doszło do kontaktu z bolidem Stefana Johanssona. Bolid wyleciał w powietrze i z dużą prędkością uderzył w barierę. Bariera nie wytrzymała i bolid rozbił się o drzewo. Krosnoff zginął na miejscu.